# JWH-145
JWH-145，化学名N-正戊基-5-苯基-3-(1-萘甲酰基)吡咯，分子式C
26H
25NO，属于萘甲酰基吡咯类JWH系列大麻素，是大麻素受体CB1和CB2的激动剂。

## 合成
JWH-145可以1-(4-甲苯磺酰基)-2-苯基吡咯、1-萘甲酰氯和1-溴戊烷为原料，经多步反应制得。